# توتو (جماعت)
توتو جماعت و شهرکی در جنوب غربی کشور تاجیکستان است که در ناحیهٔ مؤمن‌آباد ولایت ختلان قرار دارد. جمعیت این جماعت ۷٬۲۷۹ است.